# Avicennia Island
Avicennia Island ist eine unbewohnte Insel im australischen Bundesstaat Western Australia. Die Insel gehört zu den Montebello-Inseln. Sie ist 76 Kilometer vom australischen Festland entfernt. 